# Vespazijan
Vespazijan (latinsko Titus Flavius Caesar Vespasianus Augustus), 9. rimski cesar, ki je vladal od leta 69 do 79, * 17. november 9, Falacrinae pri mestu Raete, 23. junij 79, Aquae Cutiliae.
Bil je ustanovitelj Flavijske dinastije, ki je četrt stoletja vladala Rimskemu cesarstvu. Izhajal je iz družine vitezov konjeniškega reda (ordo equester) in bil med vladavino Julijsko-Klavdijske dinastije povišan na položaj senatorja. V državni službi je napredoval po ustaljenem vrstnem redu in leta 51 dosegel položaj konzula. Bolj kot državni funkcionar je znan kot uspešen  vojaški poveljnik. Leta 43 se je udeležil invazije na Britanijo in leta 66 zatrl upor Judov v Judeji.
Med Vepazijanovimi pripravami na obleganje Jeruzalema je cesar Neron leta 69 naredil samomor in pahnil cesarstvo v leto državljanskih vojn, poznano kot leto štirih cesarjev.  Za cesarjema Galbo in Otonom je aprila 69 na prestol prišel cesar Vitelij, v odgovor na to pa so v Egiptu in Judeji 1. julija 69 za cesarja razglasili Vespazijana.
Po razglasitvi sta se mu pridružila guverner Sirije Mucijan in panonski general Primus. Primus in Mucijan sta povedla flavijsko vojsko proti Viteliju, Vespazijan pa je medtem dobil oblast v Egiptu. 20. decembra je bil Vitelij poražen in rimski senat je že naslednji dan za cesarja razglasil Vespazijana.
O Vespazijanovem desetletnem cesarjevanju se je ohranilo bolj malo podatkov. Najbolj znan je po državnih finančnih reformah, uspešnih vojnih pohodih proti upornikom v Judeji in več častihlepnih gradbenih projektih, na primer graditvi rimskega Koloseja. Po smrti leta 79 ga je nasledil najstarejši sin Tit, ki je bil prvi rimski cesar, ki je neposredno nasledil svojega očeta.  

## Zgodnje življenje
Vespazijan (rojen kot Titus Flavius Vespasianus, (latinsko črkovanje in izgovorjava [ˈt̪ɪt̪ʊs ˈfɫaːwijʊs wɛs.pasiˈjaːnʊs]) se je rodil v vasi severovzhodno od Rima, imenovani Falacrine. Njegova družina je bila relativno neizrazita in brez rodovnika. Vespazijan je bil sin Tita Flavija Sabinusa, rimskega posojilodajalca, izterjevalca dolgov in davčnega izterjevalca. Njegova mati Vespasia Polla, je prav tako pripadala rimskemu viteškemu družbenemu redu, njen oče pa je dosegel čin Praefectus castrorum (prefekt tabora), njen brat pa je postal senator.
Izobraževal se je na podeželju, v Cosi, blizu današnje Ansedonije v Italiji, pod vodstvom svoje babice po očetovi strani in se je tudi, ko je postal cesar, pogosto vračal v kraje svojega otroštva, potem ko je prejšnjo vilo zapustil točno takšno, kot je bila.
V zgodnjem življenju ga je nekoliko zasenčil njegov starejši brat, Tit Flavij Sabin (konzul 47 n. št.), ki je vstopil v javno življenje in si prizadeval za cursus honorum, saj je imel pomembno vojaško poveljstvo v Donavi.

## Vojaška in politična kariera

### Zgodnja kariera
V pripravah na pretorsko mesto je Vespazijan potreboval dve obdobji služenja v nižjih rimskih magistratih, eno vojaško in drugo javno. Vespazijan je služil v vojski v Trakiji približno tri leta. Po vrnitvi v Rim okoli leta 30 n. št. je dobil mesto v vigintiviratu, nižjih magistratih, najverjetneje na eni od funkcij odgovornih za čiščenje ulic. Njegovo zgodnje delovanje je bilo tako neuspešno, da je cesar Kaligula v svojo togo natlačil pesti sapriškega blata, da bi popravil neočiščene rimske ulice, kar je bilo formalno njegova odgovornost.
V času vzpona prefekta Sejana ni nobenih zapisov o tem, da bi se Vespazijan ukvarjal s kakršno koli pomembno politično dejavnostjo. Po zaključku mandata v vigintiviratu je bil Vespazijan upravičen do kandidature za kvestorja; senatorsko funkcijo. Zaradi pomanjkanja političnega ali družinskega vpliva pa je Vespazijan služil kot kvestor na enem od provincialnih položajev na Kreti in ne kot pomočnik pomembnih mož v Rimu.
Nato je moral pridobiti pretorstvo, ki bi nosilo pooblastila Imperium, vendar so morali ne-patriciji in manj povezani opravljati vsaj eno vmesno funkcijo kot edil ali tribun. Vespazijanu v prvem poskusu pridobitve edila ni uspelo, v drugem pa je uspel in leta 38 postal edil. Kljub pomanjkanju pomembnih družinskih povezav ali uspeha na položaju je pretorstvo dosegel leta 39 ali 40 pri najmlajši dovoljeni starosti (30), v obdobju političnih pretresov pri organizaciji volitev. Njegovo dolgoletno razmerje z osvobojenko Antonijo Caenis, zaupno tajnico Antonije Minor (cesarjeve babice) in delom kroga dvorjanov in služabnikov okoli cesarja, je morda prispevalo k njegovemu uspehu.

### Invazija na Britanijo
Glej tudi: Rimska invazija na Britanijo
Po Klavdijevem nastopu na prestol leta 41 je bil Vespazijan imenovan za legata legije II. Augusta, nameščene v Germaniji, zahvaljujoč vplivu cesarskega osvobojenca Tiberija Klavdija Narcisa. Leta 43 sta Vespazijan in II. Avgusta sodelovala v rimski invaziji na Britanijo in se odlikovala pod poveljstvom Avla Plavcija. Po sodelovanju v ključnih zgodnjih bitkah na rekah Medway in Temza so ga poslali, da bi zavzel jugozahodni del Britanije in prodrl skozi regije, kasneje znane kot grofije Hampshire, Wiltshire, Dorset, Somerset, Devon in Cornwall, z verjetnim ciljem zavarovanja pristanišč na južni obali, skupaj z rudniki kositra v Cornwallu ter rudniki srebra in svinca v Somersetu.
Vespazijan je odkorakal iz Noviomagus Reginorum (Chichester), da bi podjarmil sovražni plemeni Durotriges in Dumnonii in osvojil dvajset oppidumov (mest ali bolj verjetno gradišč, vključno z Hod Hill in Maiden Castle v Dorsetu). Napadel je tudi Vectis (danes otok Wight) in nazadnje postavil trdnjavo in legijski štab v Isca Dumnoniorumu (Exeterju). V tem času se je poškodoval in si ni popolnoma opomogel, dokler ni odšel v provinco Egipt. Ti uspehi so mu ob vrnitvi v Rim prinesli zmagoslavne regalije (ornamenta triumphalia).

### Kasnejša politična kariera
Njegov uspeh kot legat legije mu je leta 51 prinesel konzulstvo, nakar se je umaknil iz javnega življenja, saj si je nakopal sovraštvo žene cesarja Klavdija, Agripine Mlajše, ki je bila najmočnejša in najvplivnejša osebnost v moževi vladavini. Iz upokojitve se je vrnil leta 63, ko je bil poslan za guvernerja v provinco Afrika. Po Tacitu (ii.97) je bila njegova vladavina "zloglasna in gnusna", po Svetonijevem delu ("Vesp." 4) pa je bil "pokončen in zelo časten". Svetonij piše, da so Vespazijana ob neki priložnosti obmetavali z repo.
Vespazijan je svoj čas v Severni Afriki izkoristil modro. Običajno so nekdanji konzuli guvernerske položaje videli kot priložnosti za izsiljevanje ogromnih vsot denarja, da bi si povrnili bogastvo, ki so ga porabili za prejšnje politične kampanje. Korupcija je bila tako razširjena, da je bilo skoraj pričakovati, da se bo guverner s teh imenovanj vrnil s polnimi žepi. Vendar je Vespazijan svoj čas v Severni Afriki namesto za denar izkoristil za sklepanje prijateljstev, kar bi bilo v prihodnjih letih veliko bolj dragoceno. Med svojim bivanjem v Severni Afriki se je znašel v finančnih težavah in je bil prisiljen zastaviti svoja posestva svojemu bratu. Da bi si povrnil bogastvo, se je obrnil k mularski trgovini in si prislužil vzdevek »mulio« (gonjač mul).
Vespazijan se je po vrnitvi iz Afrike v Neronovem spremstvu odpravil na potovanje po Grčiji, vendar je izgubil cesarsko naklonjenost, ker ni bil dovolj pozoren (nekateri viri nakazujejo, da je zaspal) med enim od cesarjevih koncertov na liri in se znašel v politični divjini.

### Judovsko-rimska vojna
Leta 66 n. št. je bil Vespazijan imenovan za zatrtje judovskega upora, ki je potekal v Judeji. V bojih je bil ubit prejšnji guverner in premagan Cestius Gallus, guverner Sirije, ko je poskušal vzpostaviti red. Pod poveljstvom Vespazijana sta bili zato poslani dve legiji z osmimi konjeniškimi eskadroni in desetimi auxiliary kohortami, medtem ko je njegov starejši sin Tit Flavij prispel iz Aleksandrije z dodatnimi silami.
V tem času je postal zavetnik Jožefa Flavija, judovskega vodje upora, ujetega med obleganjem Jodfate, ki je kasneje zgodovino svojega ljudstva napisal v grščini. Na koncu je bilo ubitih na tisoče Judov, Rimljani pa so uničili številna mesta, da bi ponovno vzpostavili nadzor nad Judejo; leta 70 so zavzeli tudi Jeruzalem. Jožef Flavij (ki je pisal kot rimski državljan) se Vespazijana v svojih "Judovskih starinah" spominja kot pravičnega in humanega uradnika, v nasprotju z zloglasnim Herodom Agripo II., ki ga Jožef na vse pretege demonizira.
Medtem, ko je bil pod cesarjevim pokroviteljstvom, je Jožef Flavij zapisal, da je Vespazijan po tem, ko je rimska legija X. Fretensis, ki jo je spremljal Vespazijan, 21. junija 68 uničila Jeriho, vzel skupino Judov, ki niso znali plavati (morda Esene iz Kumrana), jih zvezal in vrgel v Mrtvo morje, da bi preizkusil legendarno vzgonsko moč morja. Dejansko so ujetniki, potem ko so jih vrgli v vodo iz čolnov, priplavali na površje.
Ob koncu judovske vojne je Jožef Flavij razpravljal o prerokbi iz sveti spisov, da bo približno v času, ko bosta Jeruzalem in Drugi tempelj vzeta, moški iz njihovega naroda postal "guverner naseljene zemlje", kot v Mesija. Jožef Flavij je prerokbo interpretiral kot označbo za vladavino Vespazijana. Tacit se je strinjal, da prerokba obravnava Vespazijana (kot tudi Tita), vendar da so si "navadni ljudje s svojo običajno slepoto ambicij te mogočne usode razlagali sami in jih niti nesreče niso mogle prepričati, da bi verjeli resnici."

## Leto štirih cesarjev (69)
Po Neronovi smrti leta 68 je Rim doživel vrsto kratkotrajnih cesarjev in leto državljanskih vojn. Galbo so umorili podporniki Otona, ki ga je premagal Vitelij. Otonovi podporniki, ki so iskali drugega kandidata za podporo, so se odločili za Vespazijana. Po Svetoniju je prerokba, ki je bila vseprisotna v vzhodnih provincah, trdila, da bodo iz Judeje  prišli bodoči vladarji sveta. Vespazijan je sčasoma verjel, da se ta prerokba nanaša nanj in našel številne znamenja in oraklje, ki so to prepričanje okrepili.
Čeprav sta se Vespazijan in Tit februarja 69 odločila, da se bosta borila za principat, nista ukrepala vse do konca leta. V prvih mesecih leta 69 se je Vespazijan pogosto sestajal z vzhodnimi generali. Gaj Licinij Mucijan je bil pomemben zaveznik. Mucijan, guverner Sirije in poveljnik treh legij, je imel tudi politične povezave s številnimi najmočnejšimi rimskimi vojaškimi poveljniki od Ilirika do Britanije zaradi svojega služenja slavnemu neronskemu generalu Gneju Domiciju Korbulunu. Maja 69 je Mucijan uradno prosil Vespazijana, naj izzove Vitelija. Njegovemu pozivu je v začetku julija sledila Vespazijanova uradna razglasitev za cesarja. Po navodilih prefekta Tiberija Aleksandra so legije v Aleksandriji 1. julija prisegle zvestobo Vespazijanu. Kmalu zatem so jim 3. julija sledile Vespazijanove judovske legije, nato pa 15. julija še Mucijanove sirske legije.
Vitelij, samo razglašeni cesar je imel veteranske legije Galije in Porenja. Toda občutek v Vespazijanovo korist se je hitro okrepil in vojske Mezije, Panonije in Ilirika so se kmalu razglasile zanj. Praefectus Aegypti, ki je bil guverner province Egipt od Neronove vladavine, je 1. julija 69 n. št. v Aleksandriji razglasil Vespazijana za cesarja.:13
Medtem, ko je bil Vespazijan v Egiptu, so njegove čete vstopile v Italijo iz severovzhoda pod vodstvom Marka Antonija Prime. V bitki pri Bedriakumu (ali Betriakumu]] so premagali Vitelijevo vojsko (ki ga je čakala v Mevaniji), izropali Cremono in napredovali proti Rimu. Vitelij je naglo sklenil mir z Antonijem Primom, vendar ga je cesarska pretorijanska garda prisilila, da je obdržal svoj sedež. Po silovitih bojih je Antonijeva vojska vstopila v Rim. V nastali zmedi je bil Kapitol uničen v požaru, Vitelij in Vespazijanov brat Sabin pa sta bila ubita. Iz Aleksandriji je Vespazijan takoj poslal v Rim zaloge nujno potrebnega žita, skupaj z odlokom, v katerem je zagotovil, da bo razveljavil Neronove zakone, zlasti tiste, ki so se nanašali na izdajo.
Bil je prvi cesar po Avgustu, ki se je pojavil v Egiptu.:13 Medtem, ko je bil tam, je obiskal Serapisov tempelj, kjer naj bi imel vizijo in izvajal čudeže zdravljenja.:14 Pozdravljali so ga kot faraona in razglasili za sina stvarniškega božanstva Amona (Zevsa-Amona) v slogu starodavnih faraonov in inkarnacije Serapisa v slogu dinastije Ptolemajev.:13–14

## Cesar (69–79)

### Posledice državljanske vojne
Vespazijana je senat 21. decembra 69 med njegovim bivanjem v Egiptu razglasil za cesarja na podlagi sprejetja Lex de imperio Vespasiani; Egipčani so ga poleti razglasili za cesarja. Kratkoročno je bila uprava cesarstva zaupana Mucianu, ki mu je pomagal Vespazijanov sin, Domicijan. Mucianus je Vespazijanovo vladavino začel z davčno reformo, ki naj bi obnovila finance cesarstva. Potem ko je Vespazijan sredi leta 70 prispel v Rim, je Mucijan še naprej pritiskal na Vespazijana, naj pobere čim več davkov.
Vespazijan in Mucijan sta obnovila stare davke in uvedla nove, povečala davke provinc in budno nadzorovala uradnike zakladnice.
Pred Vespazijanom je cesar Neron v 1. stoletju našega štetja uvedel davek na urin na javna stranišča pod imenom vectigal urinae (še danes so v uporabi plačljiva javna stranišča). Vendar je bil davek čez nekaj časa odpravljen in še danes se spominjamo Vespazijanove nove uvedbe tega davka okoli leta 70 n. št., kar je morda dalo izvor latinskemu pregovoru Pecunia non olet ("Denar ne smrdi"). Ko sta Kasij Dion in Svetonij pisala o Vespazijanu v svojih zgodovinskih knjigah, sta omenila: »Ko ga je [Vespazijanov] sin Tit obtožil, da je sploh uvedel davek na urin, si je na nos prislonil košček denarja, ki ga je prejel v prvem obroku in ga vprašal ali smrdi. In on je odgovoril, da ne, 'Pa vendar,' je rekel, 'je pridobljen iz urina.« Od takrat se ta fraza »Denar ne smrdi« uporablja za prikrivanje dvomljivega ali nezakonitega izvora denarja.

#### Nemiri v cesarstvu
V začetku leta 70 je bil Vespazijan še vedno v Egiptu, viru rimske oskrbe z žitom in še ni odpotoval v Rim. Po besedah Tacita je bilo njegovo potovanje zaradi slabega vremena prestavljeno. Sodobni zgodovinarji teoretizirajo, da si je Vespazijan pred odhodom še naprej utrjeval podporo Egipčanov. V tem obdobju so v Aleksandriji izbruhnili protesti zaradi njegove nove davčne politike in pošiljke žita so bile zaustavljene. Vespazijan je sčasoma vzpostavil red in pošiljke žita v Rim so se nadaljevale. Omeniti velja, da se je Tit leta 70 udeležil posvetitve novega Apisovega bika v Memfisu, Vespazijanova vladavina pa je bila priča cesarskemu pokroviteljstvu nad egipčanskimi templji: v oazi Dakla v Zahodni puščavi, pa tudi v Esni, templju Kom Ombo, templju  v Medinet Habu, Gebel el-Silsiliji v dolini Nila.:14
Poleg upora v Egiptu so se leta 70 v preostalem delu cesarstva nadaljevali nemiri in državljanska vojna. Judeja je bila uporniška od leta 66. Vespazijanov sin, Tit Flavij je leta 70 dokončno zatrl upor z zavzetjem Jeruzalema in uničenjem drugega judovskega templja. Po Evzebiju je Vespazijan nato ukazal, naj se izsledijo vsi potomci kraljeve linije Davida, kar je povzročilo preganjanje Judov od province do province. Več sodobnih zgodovinarjev meni, da se je Vespazijan, ki mu je Jožef Flavij že povedal, da naj bi med bivanjem v Judeji postal cesar, verjetno odzval na druge splošno znane mesijanske prerokbe, ki so takrat krožile, da bi zatrl morebitne rivalske kandidate iz te dinastije. Judovski tempelj v Leontopolisu (Heliopolisu) je bil leta 73 izropan.:14
Januarja 70 je v [Galiji in Germaniji prišlo do vstaje, znane kot druga Batavska vstaja. Uporu sta vodila Gaj Julij Civilis in Julij Sabin. Sabin, ki je trdil, da je potomec Julija Cezarja, se je razglasil za cesarja Galije. Upor je zamotil dve rimski legiji, preden ga je do konca leta 70 zatrl Vespazijanov zet Quintus Petillium Cerialis.

### Prihod v Rim in utrjevanje oblasti
Sredi leta 70 je Vespazijan prvič odšel v Rim, pri čemer je svoje tribunsko leto datiral 1. julija 69. Vespazijan se je takoj lotil vrste prizadevanj, da bi ostal na oblasti in preprečil prihodnje upore. Ponudil je darila mnogim v vojski in večjemu delu javnosti. Vojaki, zvesti Viteliju, so bili odpuščeni ali kaznovani. Vespazijan je prestrukturiral tudi senatorski in viteški red, odstranil svoje sovražnike in dodal zaveznike. Regionalna avtonomija grških provinc je bila razveljavljena.

#### Propagandna kampanja
Od Svetonija vemo, da je "nepričakovanemu in še vedno precej novemu cesarju manjkala auctoritas (podpora) in maiestas (veličanstvo). Mnogi sodobni zgodovinarji opažajo povečano količino propagande, ki se je pojavila med Vespazijanovo vladavino. Sestavni del propagande je bila "rimska teologija zmage", ki je legitimizirala pravico do vladanja z uspešnim osvajanjem. To se je vrtelo okoli Vespazijanove zmage v Judeji. Po cesarstvu so krožile zgodbe o nadnaravnem cesarju, ki mu je bilo usojeno vladati. Skoraj tretjina vseh kovancev, skovanih v Rimu pod Vespazijanom, je slavila vojaško zmago ali mir. Beseda vindex je bila s kovancev odstranjena, da javnosti ne bi spominjala na uporniški Vindex (Gaius Julius Vindex). Gradbeni projekti so imeli napise, ki so hvalili Vespazijana in obsojali prejšnje cesarje. Na forumu je bil zgrajen tudi tempelj miru.

### Gradnja in zarote
Med letoma 71 in 79 je velik del Vespazijanove vladavine skrivnost. Zgodovinarji poročajo, da je Vespazijan naročil gradnjo več stavb v Rimu. Poleg tega je preživel več zarot proti sebi. Vespazijan je pomagal obnoviti Rim po državljanski vojni. Dodal je tempelj miru in tempelj pobožanstvenega (divinizacija ) Klavdija. Leta 75 je postavil kolosalen kip Apolona, ki se je začel graditi pod Neronom in posvetil oder Marcellovega gledališča. Začel je tudi gradnjo Koloseja, pri čemer je uporabil sredstva iz plena drugega judovskega templja po obleganju Jeruzalema. Svetonij trdi, da se je Vespazijan soočal z "nenehnimi zarotami" proti njemu. Vendar je znana le ena zarota. Leta 78 ali 79 sta Tit Klodij Eprij Marcel in Avl Cecina Alienus poskušala ubiti Vespazijana. Zakaj sta se ta moža obrnila proti Vespazijanu, ni znano.

### Rimska širitev v Britaniji
Agrikola je bil imenovan za poveljnika XX. legije Valeria Victrix, nameščene v Britaniji, namesto Marka Roscija Koelija, ki je sprožil upor proti guvernerju Marku Vetiju Bolanu. Britanija se je uprla med letom državljanske vojne in Bolan je bil blag guverner. Agrikola je v legiji ponovno uvedel disciplino in pomagal utrditi rimsko oblast. Leta 71 je Bolana zamenjal bolj agresiven guverner, Quintus Petillium Cerialis in Agrikola je lahko pokazal svoje poveljniške sposobnosti v pohodih proti Brigantom v severni Angliji.

### Smrt
Med svojim devetim konzulstvom je Vespazijan Kampaniji rahlo zbolel in se takoj vrnil v Rim ter odšel v Akve Kutilije v okolici Reate, kjer je preživel vsako poletje; vendar se je njegova bolezen poslabšala in dobil je hudo drisko.
Na smrtni postelji je ob občutku smrti vzkliknil: "Vae, puto deus fio." ("Joj, mislim, da postajam bog"). Nato je po Svetoniju' v delu Dvanajst cesarjev rekel:
Nenadoma ga je zgrabila takšna driska, da je skoraj omedlel in rekel: "Cesar bi moral umreti stoje," in medtem ko se je trudil postaviti na noge, je umrl v naročju tistih, ki so mu poskušali pomagati, deveti dan pred julijskimi kalendami [23. junija], v starosti devetinšestdesetih let, sedmih mesecev in sedmih dni.— Suetonius, Lives of the Twelve Caesars, "Life of Vespasian" §24
 Umrl je 23. junija 79 n. št., nasledila pa sta ga sinova Tit Flavij in nato Domicijan.

## Zapuščina
Vespazijan je bil znan po svoji duhovitosti in prijaznem vedenju, poleg tega pa po poveljniški in vojaški spretnosti. Bil je radodaren do obubožanih senatorjev in vitezov ter do mest in vasi, ki so jih prizadele naravne nesreče. Še posebej radodaren je bil do literatov in retorikov, od katerih jih je več upokojil s plačami do 1.000 zlatnikov na leto. Kvintilijan naj bi bil prvi javni učitelj, ki je užival to cesarsko naklonjenost. Delo Plinija Starejšega, *Naravna zgodovina*, je bilo napisano med Vespazijanovo vladavino in posvečeno Vespazijanovemu sinu Titu.
Vespazijan ni zaupal filozofom na splošno. Prav govorjenje filozofov, ki so radi poveličevali rimsko republiko, je Vespazijana spodbudilo k oživitvi zastarelih kazenskih zakonov proti temu poklicu kot previdnostni ukrep.
Znan je bil tudi po svojih dobrodelnih dejanjih za ljudi. Veliko denarja je bilo porabljenega za javna dela ter obnovo in polepšanje Rima: Tempelj miru (znan tudi kot Vespazijanov forum), nova javna kopališča in veličastni, Kolosej.
Vespazijan je med svojim vladanjem nekoliko razvrednotil denarij, tako da je zmanjšal čistost srebra z 93,5 % na 90 %. Teža srebra se je zmanjšala z 2,97 grama na 2,87 grama.
V sodobnih romanskih jezikih so pisoarji poimenovani po njem (na primer vespasiano v italijanščini in vespasienne v francoščini), verjetno v zvezi z davkom, ki ga je dal zbiranju urina.

#### Ponarejanje zgodovine
Vespazijan je odobril zgodovine napisane pod njegovo vladavino, s čimer je zagotovil, da so bile pristranskosti proti njemu odpravljene. Piscem je dajal tudi finančne nagrade. Antični zgodovinarji, ki so živeli v tem obdobju, kot so Tacit, Svetonij in Jožef Flavij, sumljivo dobro govorijo o Vespazijanu, medtem ko obsojajo cesarje, ki so prišli pred njim. Tacit priznava, da je Vespazijan povzdignil njegov status, Jožef pa Vespazijana označuje za zavetnika in odrešenika. Medtem je Plinij Starejši posvetil svoje »Prirodne zgodovine« Vespazijanovemu sinu Titu.
Tisti, ki so govorili proti Vespazijanu, so bili kaznovani. Številni stoični filozofi so bili obtoženi kvarjenja študentov z neprimernimi nauki in izgnani iz Rima. Helvidij Prisk, filozof, ki je bil naklonjen republiki, je bil zaradi svojih naukov usmrčen. Številnim drugim filozofom in pisateljem so zasegli, uničili in obsodili dela, ker so jih imeli za preveč kritična do Vespazijanove vladavine, nekaterim celo posmrtno.
Po Svetonijevi različici dogodkov pa je Vespazijan "z največjo potrpežljivostjo prenašal odkrit jezik svojih prijateljev, šale prosilcev in predrznost filozofov", saj je bil šele Helvidij Prisk usmrčen, potem ko je cesarja večkrat užalil z namernimi žaljivkami, ki jih je ta sprva poskušal ignorirati; filozof Demetrij Cinik je bil na primer izgnan na otok in ko je Vespazijan slišal, da ga Demetrij še vedno kritizira, je izgnanemu filozofu poslal sporočilo: »Počneš vse, da bi me prisilil, da te ubijem, ampak jaz ne ubijem lajajočega psa.«

## Družinsko in osebno življenje

### Predniki in sorodniki
Njegov dedek po očetovi strani, Tit Flavij Petro, se je prvi odlikoval, povzpel se je do čina centuriona in se boril v bitki pri Farsalu za Pompeja leta 48 pr. n. št. Kasneje je postal izterjevalec dolgov. Petrov sin Tit Flavij Sabin (oče Vespazijana), je delal kot carinski uradnik v provinci Azija in postal posojilodajalec v majhnem obsegu med Helveti. Prislužil si je sloves natančnega in poštenega "pobiralca davkov". Sabin se je poročil z Vespazijo Pollo, katere oče je napredoval do čina prefekta tabora in katere brat je postal senator.
Sabin in Vespazija sta imela tri otroke, od katerih je najstarejša, deklica, umrla v povojih. Starejši sin, Tit Flavij Sabin (konzul 47 n. št.), je vstopil v javno življenje in si prizadeval za cursus honorum. Vespazijan pa se je zdel veliko manj uspešen, saj sprva ni želel opravljati visokih javnih funkcij. Sledil je bratovim stopinjam, ko ga je k temu prisililo materino zbadanje.

### Zakonska zveza in otroci
V tem obdobju se je poročil z Flavio Domitilo Starejšo, hčerko Flavija Liberalisa iz Ferentiuma in prej ljubico Statilija Capelle, rimskega konjenika iz Sabrate v provinci Afriki. Imela sta dva sinova, Tita Flavija Vespazijana (rojenega leta 39) in Tita Flavija Domicijana (rojenega leta 51) ter hčerko, Domitilo Mlajšo (rojeno ok. 45). Njegova žena Domitila in hči Domitila sta umrli, preden je Vespazijan leta 69 postal cesar. Po smrti žene je Vespazijanova dolgoletna ljubica Antonia Caenis postala njegova žena, vendar le formalno in razmerje se je nadaljevalo do njene smrti leta 75.

## Gallery
- Palazzo Massimo, Rim
- Portretni kip Vespazijana iz Ostia, 69–79 n. št., Palazzo Massimo alle Terme, Rim
- Restavriran originalni portret Vespazijana. Vatikanski muzeji, Rim
- Replika sodobnega Vespazijanovega doprsnega kipa,[58] Puškinov muzej, Moskva
- Vespazijanov doprsni kip, ok. 80 n. št., Zbirka Farnese, Nacionalni arheološki muzej Neapelj

### Sekundarni viri
- Cooley, Alison E. (2012). [[[:Predloga:Googlebooks]] The Cambridge Manual of Latin Epigraphy]. Cambridge University Press. ISBN 978-0-521-84026-2. {{navedi knjigo}}: Preveri vrednost |url= (pomoč)
- Lissner, I. (1958). "Power and Folly: The Story of the Caesars". Jonathan Cape Ltd., London.
- Morgan, Gwyn (2006). 69 A. D. The Year of the Four Emperors. London: Oxford University Press. str. 170–173. ISBN 978-0-19-512468-2.
- Levick, Barbara (1999). Vespasian. Oxford: Routledge. ISBN 978-0-415-16618-8.
- Roberts, J., ur. (2007). »Vespasian (Titus Flāvius Vespāsiānus)«. Oxford Dictionary of the Classical World. Oxford University Press. ISBN 978-0-19-172706-1.
- Caldwell, T. (2015). The Career of Licinius Mucianus (MA). The University of Melbourne. hdl:11343/91093.

## Nadaljnje čitanje
- De Imperatoribus Romanis, biography
- Entry on Vespasian in historical sourcebook by Mahlon H. Smith
- Private collection of coins minted by Vespasian
- The Cipherment of the Franks Casket; A. Simmons; Vespasian is depicted on the back side of the Franks Casket